# Jan Jędrzejowski
Jan Jędrzejowski  herbu Jastrzębiec (ur. 1550 w Jędrzejowie, zm. 6 stycznia 1597) – dowódca oddziału rycerskiego, właściciel m.in. Zarszyna i Potoka koło Krosna.
Był mężem Elżbiety Jędrzejowskiej. 
Odznaczył się w walkach przeciwko Moskwie. Jako dowódca oddziału rycerskiego brał udział w  walkach  przeciw napadom  Tatarskim.  
Około 1590 r. Mikołaj Pieniążek (zm. 1666) i Anna Teresa Pieniążkówna - dziedzice Zarszyna  przekazali do wynajęcia część tej miejscowości dla Jana Jędrzejowskiego. W tym samym roku został arendarzem klucza beskiego i dziedzicem Potoka.  
Umarł bezpotomnie 6 stycznia 1597 r. Jan Jędrzejowski przekazał klasztorowi franciszkanów w Krośnie 400 złp. na cotygodniowe dwie msze święte. Rycerski nagrobek jego znajduje się w kościele franciszkanów w Krośnie.
Po jego śmierci spadkobiercami wsi Potok zostali jego bracia stryjeczni: Wojciech, Bartłomiej i Maciej Jędrzejowscy. W 1602 spadkobiercy skarżyli Jadwigę Tarłową ze Stadnickich, chorążynę sandomierska, o zwrot wsi Potok, którą  gwałtem zajęła. Tarłowa utrzymała jednak w posiadaniu Potok i przekazała go w spadku swej córce Jadwidze, żonie Jerzego Mniszcha, który znów testamentem zapisał tę wieś Florianowi Oświęcimowi z Kunowy na Siedliskach, czyniąc egzekutorem swego testamentu Jana Śląskiego z Kralic.